# Acantholimon sahendicum
Acantholimon sahendicum är en triftväxtart som beskrevs av Pierre Edmond Boissier och Friedrich Alexander Buhse. Acantholimon sahendicum ingår i släktet Acantholimon och familjen triftväxter. Inga underarter finns listade i Catalogue of Life.